# Estació de Roma San Pietro
L'estació de Roma San Pietro (en italià Stazione di Roma San Pietro) és una estació que serveix la citi i comune de Roma, a Itàlia. Fou inaugurada el 1894 i forma part de la línia Pisa–Livorno–Roma i la línia Roma–Capranica–Viterbo. També és l'estació d'entroncament pel curt traçat de Roma a la Ciutat del Vaticà, que s'introdueix a la Ciutat del Vaticà després de passar per un viaducte.
L'estació és administrada per la Rete Ferroviaria Italiana (RFI). Els serveis ferroviaris són operats per Trenitalia. Cadascuna d'aquestes dues companyies és subsidiària de Ferrovie dello Stato (FS), la companyia nacional italiana de ferrocarril.